# Заплање
Заплање је планински крај и припада простору који се назива југоисточна Србија. Ова област је оивичена Планинама налази се између Суве планине, с једне стране и планина: Селичевице, Бабичке Горе, Крушевице  са друге стране а на југу се завршава планинама Висока чука (Велико Боњинце) и Велико Цртаво. Заплање се највећим делом поклапа се са подручјем општине Гаџин Хан а два мања дела припадају општинама Бабушница и Власотинце. Заплање припада групи општина брдско-планинског подручја југоисточне Србије. Овде се смењују брежуљци са брдима, а ова са планинским странам и гребенима.

## Етимологија
Према правцу пружања и према казивању Заплање је добило име по положају ове области.
Заплањнци су наиме „планинци“, а пошто су гледано са било које стране ових планина, „иза“ (или „за") планина, то су „запланинци“, односно заплањци, те отуда и назив за цео крај - Заплање.

## Физичко-географске карактеристике
Заплање је, заправо једна лепа и велика потолина у залеђу Ниша, и пружа се паралелно са западним гребеном Суве планине, односно са северозапада на југоисток. Пружа се од Прве Кутине- праг Заплања, па преко Лазаревог Села, Тасковића, Краставчета, Горњег Барбеша, Чагровца, Власе, Гркиње, Гаџиног Хана, Душника, Горњег Драговље, Овсињинца, Доњег Драговље, Малог и Великог Вртопа, Семчета, Личја и завршава се код Млаке реке, иза Равне Дубраве. Дугачка је око 40, а широка око 4 километра. Заплање се најчешће идентификује као подручје општине Гаџин Хан, у чији састав улазе тридесет и четири села.
По физичко-географском положају, дели се на Горње и Доње Заплање. Централно насеље Доњег Заплања је Гаџин Хан, а Горњег Доњи Душник и Горње Драговље, некадашње средиште „Среза заплањског“, „Општине Душничке“, седиште „Удружења занатлија за Заплање“ и „Срез Нишки“.
Дуж скоро целог Заплања протиче Кутинска река која је дугачка око 40 километара.

## Галерије
Лепоте Заплања
- Планина Селичевица
- Поглед на Суву Планину из Заплања
- Поглед на Суву Планину и Заплање.
- Део Заплањске котлине виђен са гребена Суве планине, у близини врха Соколовог камена.
- Део Заплањске котлине и планина Селичевица виђени са гребена Суве планине, у близини врха Соколовог камена.

Река Заплања
- Кутинска река са моста из Марине Кутине
- Кутинска река недалеко од Душника
- Комаричка река у селу Доњи Присјан
- Ропот поред Доњег Присјана